# Pedro Gomes

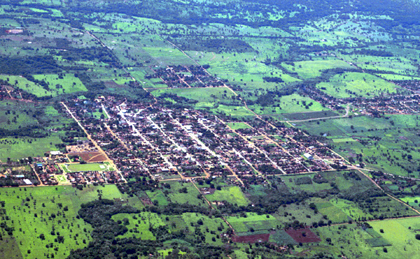
Municipio Pedro Gomes.

Pedro Gomes es un municipio brasileño ubicado en el norte del estado Mato Grosso del Sur. Fue fundado el 11 de noviembre de 1963.
Está situado a una altitud de 282 m s. n. m. (metros sobre el nivel del mar). Su población (según los datos del IBGE) es de 8537 habitantes. Posee una superficie de 3.651 km². Dista a 330 km de la capital estatal, Campo Grande.
Limita al norte con el municipio de Sonora, al este con el municipio matogrossense de Alto Araguaia y Alcinópolis, y al sur y oeste con el de Coxim.